# Marie Dolečková-Krhovská
Marie Dolečková-Krhovská, v matrice Maria (27. srpna 1880 Předměstí – ?) byla moravská pedagožka, spisovatelka, psala i slováckým nářečím.

## Životopis
Rodiče Marie byli Šimon Krhovský, podruh na Předměstí a Anna Krhovská-Špačková z Horního Němčí. Měla čtyři sourozence: Annu Krhovskou (1867–1947), France Krhovského (28. 2. 1870), Šimona Krhovského (13. 9. 1877) a Františku Krhovskou (19. 5. 1883). Marie se roku 1903 provdala za Richarda Dolečka, pozdějšího vrchního soudního radu, měli spolu dvě děti, Richarda Dolečka a Marii Dolečkovou.
Marie Dolečková-Krhovská byla spoluzakladatelka Jednoty učitelek moravských, I. dívčího gymnázia a Dívčí akademie. Byla členkou Ženské rady. Psala do novin/časopisů Beseda Času, Lidové noviny. Z katolické církve vystoupila roku 1921. Bydlela v Brně na adrese Eleonory Voračické 7.

## Dílo

### Próza
- Anička a Františka s. 58, Kubíkových s. 170, Přeca tá žena s. 68, Tvarůžek školák s. 163, Tetička Manovy s. 219, Z moudrosti maličkých s. 40 a 264 – Beseda Času, ročník 12, 1907
- Ze Slovácka – Brno: nákladem Nového lidu, 1925
- Marie Steyskalová – In: Křičková, Pavla (ed.): Život a dílo Marie Steyskalové, starostky Útulny ženské v Brně. Brno 1929, s. 7.[4]
- Františka Kyselková – Letáček, ročník 32, 1936, s. 36–38
- Paní Magda Kleinová, předsedkyně hospodářského odboru Ženské útulny –  In: Výroční zpráva o činnosti spolku Ženská útulna v Brně za rok 1946. Brno 1947, s. 7.